# Гімбвайлер
Гімбвайлер (нім. Gimbweiler) — громада в Німеччині, розташована в землі Рейнланд-Пфальц. Входить до складу району Біркенфельд. Складова частина об'єднання громад Біркенфельд.
Площа — 5,53 км2. Населення становить 391 ос. (станом на 31 грудня 2020).